# Beatrice Borromeo
Beatrice Borromeo (San Candido, Italia; 18 de agosto de 1985), es una aristócrata italiana de la Casa de Borromeo. Desde 2015 forma parte de la familia Grimaldi, actual casa reinante en el principado de Mónaco, por su matrimonio con Pierre Casiraghi, tercer hijo de la princesa Carolina de Mónaco, y sobrino del actual soberano, Alberto II de Mónaco. Es madre de Stéfano Casiraghi (nacido en 2017), y de Francesco Casiraghi (nacido en 2018).
Beatrice, periodista de profesión, es conocida por sus documentales sobre la mafia italiana y por ser colaboradora de diversos periódicos y revistas como el italiano Il Fatto Quotidiano.

## Biografía

### Nacimiento y familia
Beatrice nació el 18 de agosto de 1985 en la localidad italiana de San Candido / Innichen, situada en la provincia de Bolzano. Es hija del conde de Arona, Carlo Ferdinando Borromeo, que a su vez es el tercer hijo del conde Vitaliano Borromeo, segundo príncipe de Angera; y de Paola Marzotto, cuya familia es fundadora de la casa textil Marzotto.
Por parte de padre, Beatrice está emparentada con el cardenal y arzobispo de Milán San Carlos Borromeo. Sus bisabuelos fueron el senador italiano Rinaldo Taverna, y Lavinia Boncompagni Ludovisi, hija del príncipe de Piombino. Por parte materna, desciende del conde Gaetano Marzotto. También es sobrina de Matteo Marzotto, que fue presidente y director ejecutivo de la firma de lujo Valentino.
Beatrice tiene un hermano, Carlo Borromeo, que se casó en 2012 con la diseñadora italiana Marta Ferri; y tres medio hermanas por parte de padre, fruto de la relación de éste con la modelo alemana Marion Zota: Isabella Borromeo, que está casada con el magnate del petróleo italiano Ugo Brachetti Peretti; Lavinia Borromeo, casada con John Elkann; y Matilde Borromeo, que desde 2011 está casada con el príncipe Antonius Von Fürstenberg.

### Educación
Estudió en el Liceo Classico Giovanni Berchet en 2002. A pesar de cursar sus estudios secundarios en un instituto público, Beatrice desarrolló su carrera universitaria en dos centros privados. En 2010 se licenció en derecho y economía en la Universidad Bocconi de Milán. En 2012 cursó un máster de periodismo en la Universidad de Columbia de Nueva York.

### Carrera profesional
Mientras cursaba sus estudios universitarios, Beatrice desfiló para marcas como Chanel, Pronovias y Roberto Cavalli con el objetivo de pagarse la carrera.
Entre 2006 y 2008 trabajó en el programa Anno Zero de la televisión pública italiana Rai 2, donde criticó duramente al entonces primer ministro italiano Silvio Berlusconi. En 2009 presentó el programa semanal Jungle Fever en la cadena Radio 105 Network, propiedad de Mediaset.
En 2009 empezó a trabajar como columnista en Il Fatto Quotidiano, un periódico italiano con una línea editorial progresista e independiente. También es colaboradora de la revista estadounidense Newsweek y de la página Daily Beast. En enero de 2013 dirigió el documental Mamma Mafia, rodado en inglés. En 2015 estrenó el documental Lady Ndrangheta en el canal Sky Italia, donde retrata a las mujeres de la mafia italiana. Pese a haberse centrado en realizar reportajes sobre la mafia (Bambini Mai, sobre los niños pertenecientes a la camorra italiana, Mamma Mafia y Lady Ndrangheta, sobre las mujeres), Beatrice suele escribir sobre economía; aunque a veces también ha colaborado en la sección de ocio y política entrevistando a personajes de la talla de Roberto Saviano, Ingrid Betancourt y James Ellroy.

## Matrimonio y descendencia

### Noviazgo
En 2008, mientras estudiaba en la universidad, conoció a Pierre Casiraghi, hijo menor de la princesa Carolina de Mónaco y del fallecido Stéfano Casiraghi. Desde entonces, iniciaron una relación sentimental que llevó a Beatrice a participar en distintos eventos que congregaban a la familia Grimaldi, como la boda de Alberto II de Mónaco y Carlina. Tras seis años de relación, la pareja se comprometió en diciembre de 2014.

### Boda
Beatrice y Pierre celebraron su enlace civil el 25 de julio de 2015 en el Palacio Real de Mónaco. La ceremonia, de carácter íntimo, fue oficiada por el ministro de justicia de Mónaco, Philippe Narmino; y la novia lució un vestido en tonos malva de la firma italiana Valentino.
Una semana después, el 1 de agosto, se celebró la ceremonia religiosa en las Islas Borromeas, propiedad de la familia de Beatrice. A dicha celebración acudieron representantes de la aristocracia italiana, así como miembros de la realeza europea como Haakon y Mette-Marit de Noruega o la cantante Lana del Rey. Para la ocasión, Borromeo eligió un vestido con del italiano Giorgio Armani.

### Hijos
En noviembre de 2016 saltaron rumores de que Beatrice estaba embarazada por primera vez. Como es tradición en la familia real monegasca, no se hizo ningún comunicado oficial sobre el embarazo. El 28 de febrero de 2017 nació Stéfano, el primer hijo de la pareja, en el Centro Hospitalario Princesa Grace.
En enero de 2018, varios medios volvieron a especular que el matrimonio estaba esperando su segundo hijo. A través de un comunicado emitido por el gabinete de prensa de la Princesa Carolina, se anunció que Beatriz había dado a luz a un varón, Francesco, el 21 de mayo de 2018.
- Stéfano Ércole Carlo Casiraghi, nacido el 28 de febrero de 2017.
- Francesco Carlo Albert Casiraghi, nacido el 21 de mayo de 2018.

Actualmente el matrimonio se encuentra esperando su primera hija en común.

## Ancestros
|  |                                  |  |  |  |  |  |  |  |  |  |  |  |  |  |  |  |
|  | 16. Emilio Borromeo              |  |  |  |  |  |  |  |  |  |  |  |  |  |  |  |
|  |                                  |  |  |  |  |  |  |  |  |  |  |  |  |  |  |  |
|  |                                  |  |  |  |  |  |  |  |  |  |  |  |  |  |  |  |
|  | 8. Gilberto Borromeo             |  |  |  |  |  |  |  |  |  |  |  |  |  |  |  |
|  |                                  |  |  |  |  |  |  |  |  |  |  |  |  |  |  |  |
|  |                                  |  |  |  |  |  |  |  |  |  |  |  |  |  |  |  |
|  | 17. Elisabetta Borromeo-Arese    |  |  |  |  |  |  |  |  |  |  |  |  |  |  |  |
|  |                                  |  |  |  |  |  |  |  |  |  |  |  |  |  |  |  |
|  |                                  |  |  |  |  |  |  |  |  |  |  |  |  |  |  |  |
|  | 4. Vitaliano Borromeo            |  |  |  |  |  |  |  |  |  |  |  |  |  |  |  |
|  |                                  |  |  |  |  |  |  |  |  |  |  |  |  |  |  |  |
|  |                                  |  |  |  |  |  |  |  |  |  |  |  |  |  |  |  |
|  | 18. Luigi Leonardi               |  |  |  |  |  |  |  |  |  |  |  |  |  |  |  |
|  |                                  |  |  |  |  |  |  |  |  |  |  |  |  |  |  |  |
|  |                                  |  |  |  |  |  |  |  |  |  |  |  |  |  |  |  |
|  | 9. Rosanna Leonardi              |  |  |  |  |  |  |  |  |  |  |  |  |  |  |  |
|  |                                  |  |  |  |  |  |  |  |  |  |  |  |  |  |  |  |
|  |                                  |  |  |  |  |  |  |  |  |  |  |  |  |  |  |  |
|  | 19. Laura Rescalli               |  |  |  |  |  |  |  |  |  |  |  |  |  |  |  |
|  |                                  |  |  |  |  |  |  |  |  |  |  |  |  |  |  |  |
|  |                                  |  |  |  |  |  |  |  |  |  |  |  |  |  |  |  |
|  | 2. Carlo Borromeo                |  |  |  |  |  |  |  |  |  |  |  |  |  |  |  |
|  |                                  |  |  |  |  |  |  |  |  |  |  |  |  |  |  |  |
|  |                                  |  |  |  |  |  |  |  |  |  |  |  |  |  |  |  |
|  | 20. Rinaldo Taverna              |  |  |  |  |  |  |  |  |  |  |  |  |  |  |  |
|  |                                  |  |  |  |  |  |  |  |  |  |  |  |  |  |  |  |
|  |                                  |  |  |  |  |  |  |  |  |  |  |  |  |  |  |  |
|  | 10. Lodovico Taverna             |  |  |  |  |  |  |  |  |  |  |  |  |  |  |  |
|  |                                  |  |  |  |  |  |  |  |  |  |  |  |  |  |  |  |
|  |                                  |  |  |  |  |  |  |  |  |  |  |  |  |  |  |  |
|  | 21. Lavinia Boncompagni-Ludovisi |  |  |  |  |  |  |  |  |  |  |  |  |  |  |  |
|  |                                  |  |  |  |  |  |  |  |  |  |  |  |  |  |  |  |
|  |                                  |  |  |  |  |  |  |  |  |  |  |  |  |  |  |  |
|  | 5. Ita Taverna                   |  |  |  |  |  |  |  |  |  |  |  |  |  |  |  |
|  |                                  |  |  |  |  |  |  |  |  |  |  |  |  |  |  |  |
|  |                                  |  |  |  |  |  |  |  |  |  |  |  |  |  |  |  |
|  | 22. Ferdinando Stanga-Trecco     |  |  |  |  |  |  |  |  |  |  |  |  |  |  |  |
|  |                                  |  |  |  |  |  |  |  |  |  |  |  |  |  |  |  |
|  |                                  |  |  |  |  |  |  |  |  |  |  |  |  |  |  |  |
|  | 11. Maria Stanga-Trecco          |  |  |  |  |  |  |  |  |  |  |  |  |  |  |  |
|  |                                  |  |  |  |  |  |  |  |  |  |  |  |  |  |  |  |
|  |                                  |  |  |  |  |  |  |  |  |  |  |  |  |  |  |  |
|  | 23. Ida Busca-Arconati           |  |  |  |  |  |  |  |  |  |  |  |  |  |  |  |
|  |                                  |  |  |  |  |  |  |  |  |  |  |  |  |  |  |  |
|  |                                  |  |  |  |  |  |  |  |  |  |  |  |  |  |  |  |
|  | 1. Beatrice Borromeo             |  |  |  |  |  |  |  |  |  |  |  |  |  |  |  |
|  |                                  |  |  |  |  |  |  |  |  |  |  |  |  |  |  |  |
|  |                                  |  |  |  |  |  |  |  |  |  |  |  |  |  |  |  |
|  | 24. Vittorio Emanuele Marzotto   |  |  |  |  |  |  |  |  |  |  |  |  |  |  |  |
|  |                                  |  |  |  |  |  |  |  |  |  |  |  |  |  |  |  |
|  |                                  |  |  |  |  |  |  |  |  |  |  |  |  |  |  |  |
|  | 12. Gaetano Marzotto             |  |  |  |  |  |  |  |  |  |  |  |  |  |  |  |
|  |                                  |  |  |  |  |  |  |  |  |  |  |  |  |  |  |  |
|  |                                  |  |  |  |  |  |  |  |  |  |  |  |  |  |  |  |
|  | 25. Maria Italia Garbin          |  |  |  |  |  |  |  |  |  |  |  |  |  |  |  |
|  |                                  |  |  |  |  |  |  |  |  |  |  |  |  |  |  |  |
|  |                                  |  |  |  |  |  |  |  |  |  |  |  |  |  |  |  |
|  | 6. Umberto Francesco Marzotto    |  |  |  |  |  |  |  |  |  |  |  |  |  |  |  |
|  |                                  |  |  |  |  |  |  |  |  |  |  |  |  |  |  |  |
|  |                                  |  |  |  |  |  |  |  |  |  |  |  |  |  |  |  |
|  | 26. Domenico Lampertico          |  |  |  |  |  |  |  |  |  |  |  |  |  |  |  |
|  |                                  |  |  |  |  |  |  |  |  |  |  |  |  |  |  |  |
|  |                                  |  |  |  |  |  |  |  |  |  |  |  |  |  |  |  |
|  | 13. Margherita Lampertico        |  |  |  |  |  |  |  |  |  |  |  |  |  |  |  |
|  |                                  |  |  |  |  |  |  |  |  |  |  |  |  |  |  |  |
|  |                                  |  |  |  |  |  |  |  |  |  |  |  |  |  |  |  |
|  | 27. Elisa Porto Godi             |  |  |  |  |  |  |  |  |  |  |  |  |  |  |  |
|  |                                  |  |  |  |  |  |  |  |  |  |  |  |  |  |  |  |
|  |                                  |  |  |  |  |  |  |  |  |  |  |  |  |  |  |  |
|  | 3. Paola Marzotto                |  |  |  |  |  |  |  |  |  |  |  |  |  |  |  |
|  |                                  |  |  |  |  |  |  |  |  |  |  |  |  |  |  |  |
|  |                                  |  |  |  |  |  |  |  |  |  |  |  |  |  |  |  |
|  | 14. Guerrino Vacondio            |  |  |  |  |  |  |  |  |  |  |  |  |  |  |  |
|  |                                  |  |  |  |  |  |  |  |  |  |  |  |  |  |  |  |
|  |                                  |  |  |  |  |  |  |  |  |  |  |  |  |  |  |  |
|  | 7. Marta Vacondio                |  |  |  |  |  |  |  |  |  |  |  |  |  |  |  |
|  |                                  |  |  |  |  |  |  |  |  |  |  |  |  |  |  |  |
|  |                                  |  |  |  |  |  |  |  |  |  |  |  |  |  |  |  |
|  | 15. Alma Spadoni                 |  |  |  |  |  |  |  |  |  |  |  |  |  |  |  |
|  |                                  |  |  |  |  |  |  |  |  |  |  |  |  |  |  |  |
|  |                                  |  |  |  |  |  |  |  |  |  |  |  |  |  |  |  |